# École des cadets d'Odessa
L’école des cadets Constantin était une école secondaire militaire prestigieuse de l'Empire russe située à Odessa qui exista de 1899 à 1920. La fête de l'établissement se célébrait le 11 (24 mai), jour de la fête des saints Cyrille et Méthode.

## Histoire

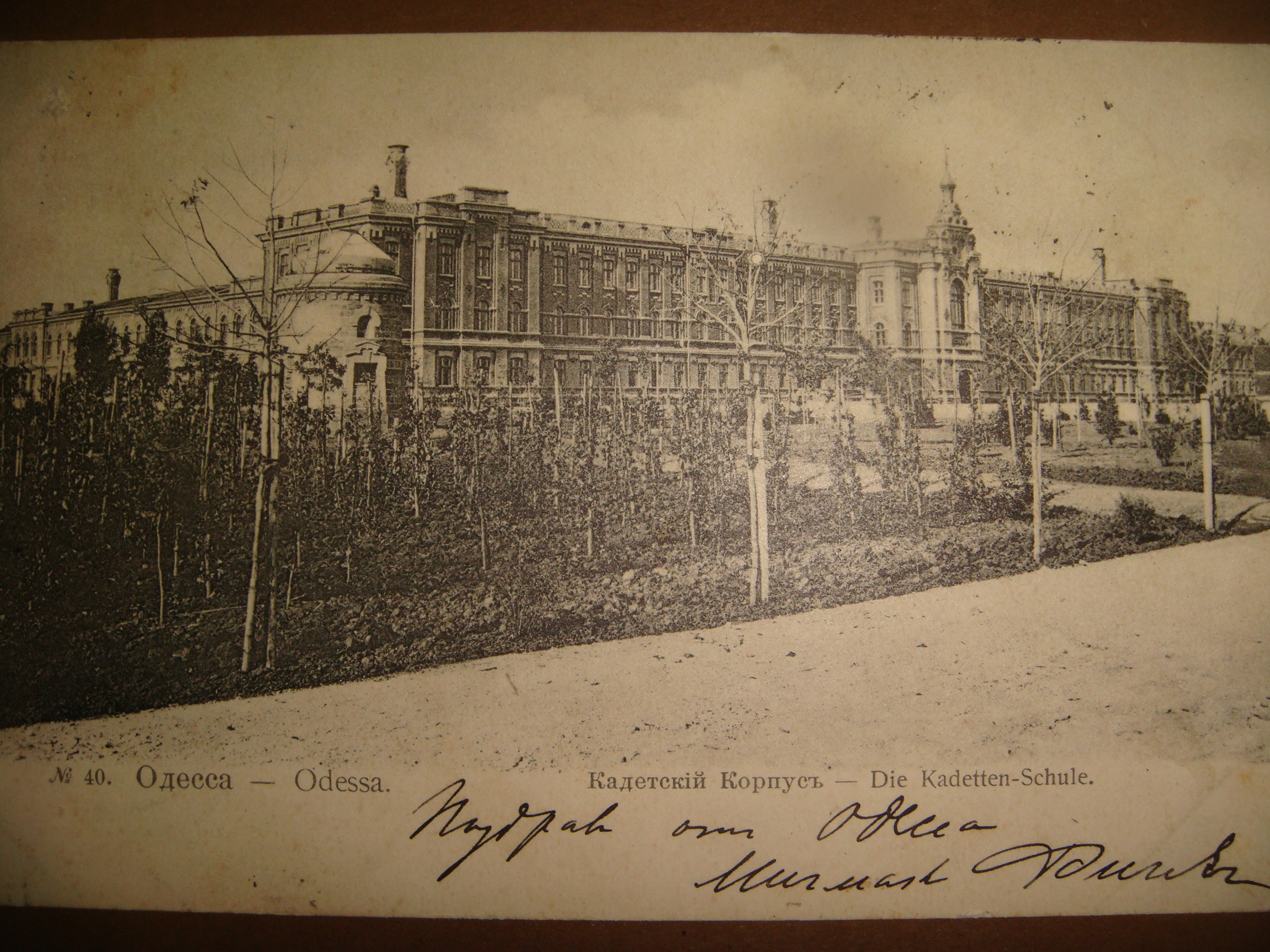
Carte postale du début du XXe siècle de l'école des cadets
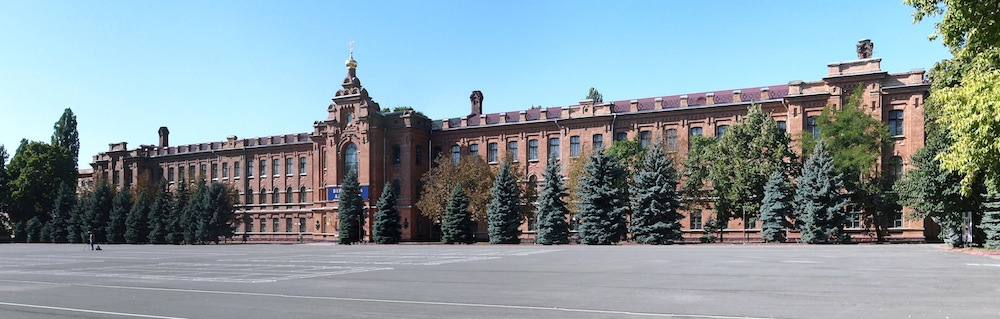
Actuellement, Registre national des monuments immeubles d'Ukraine
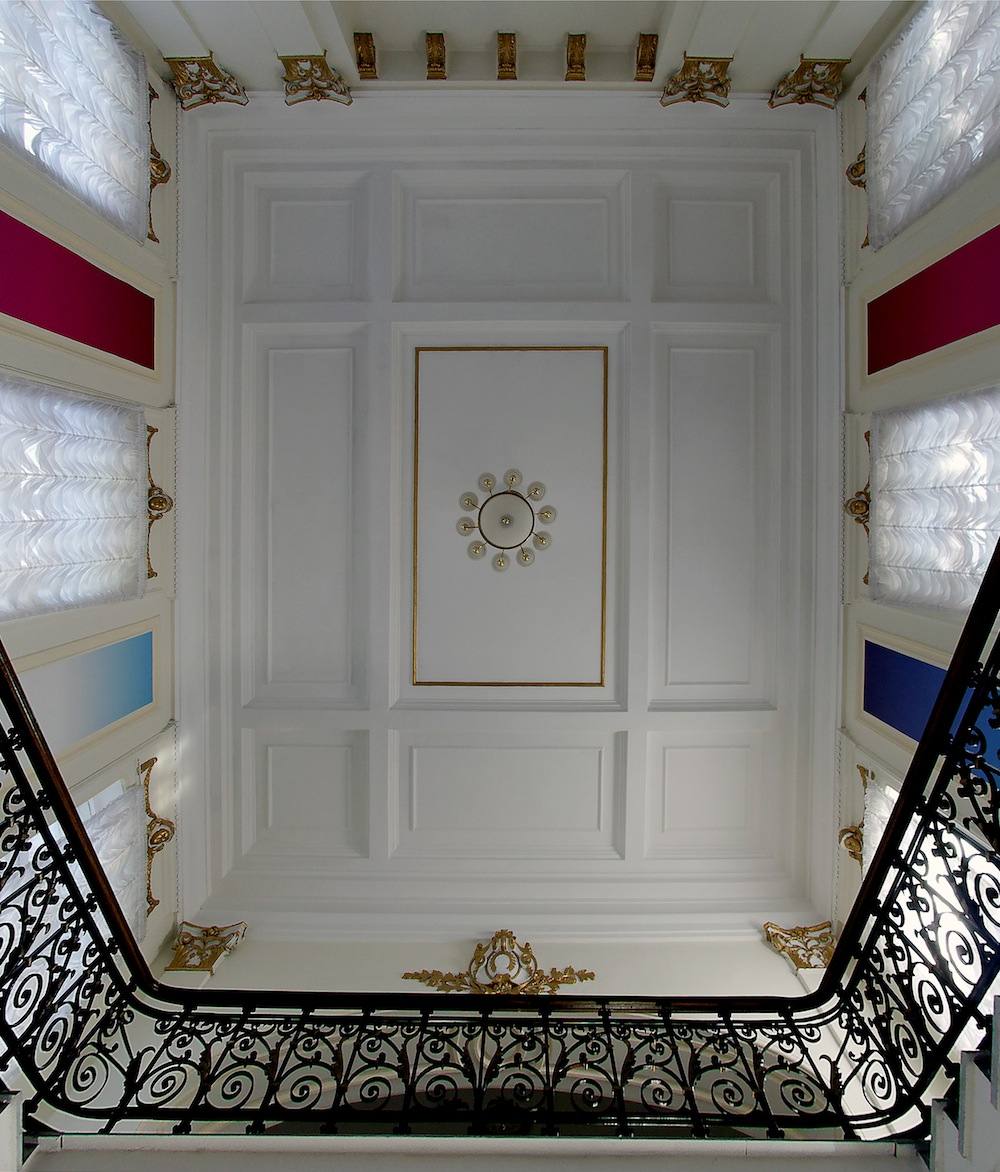
plafond et
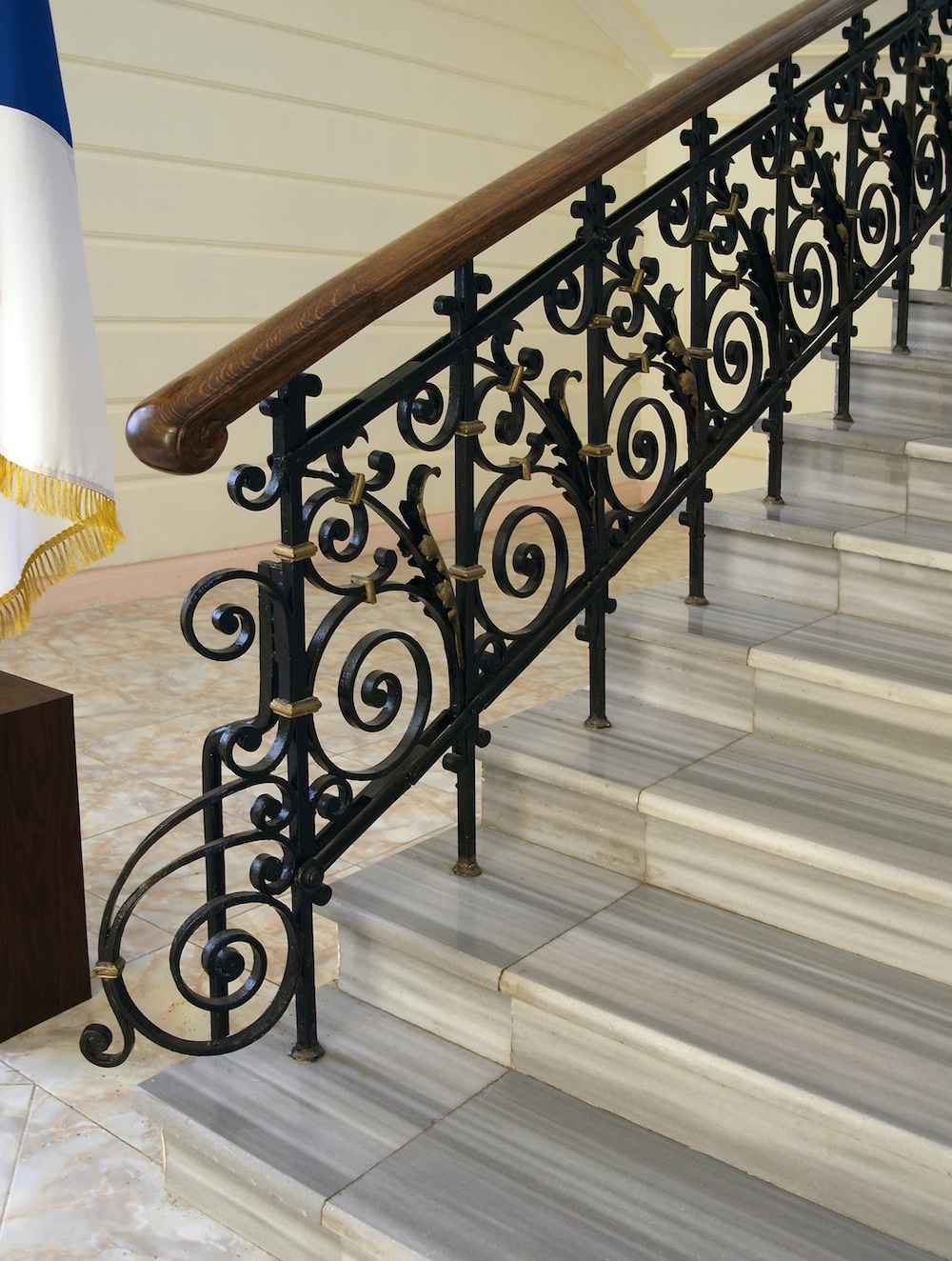
rampe de l'escalier ,
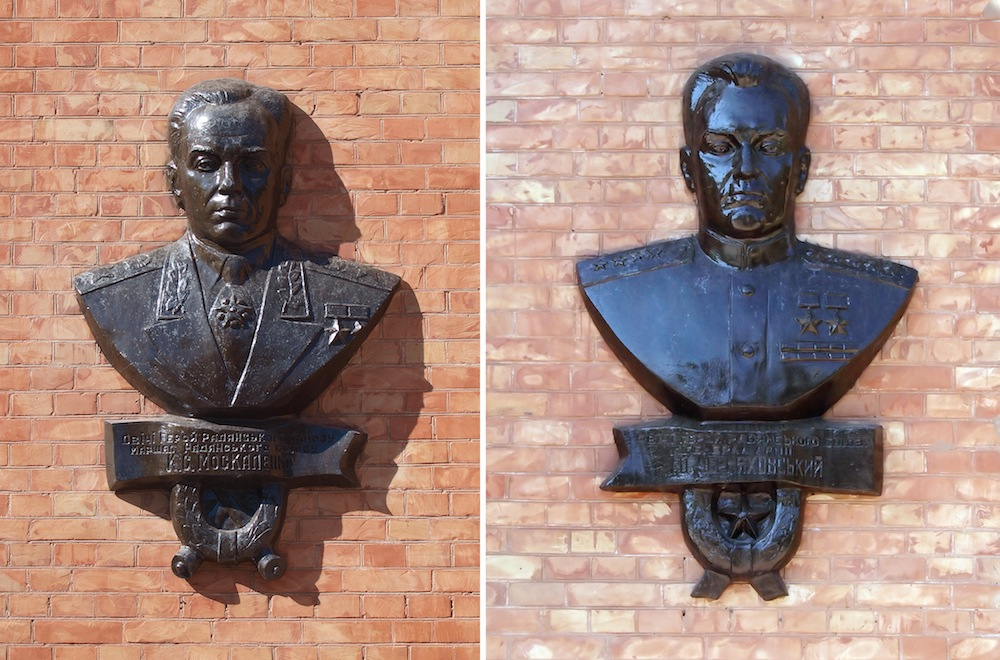
bustes,
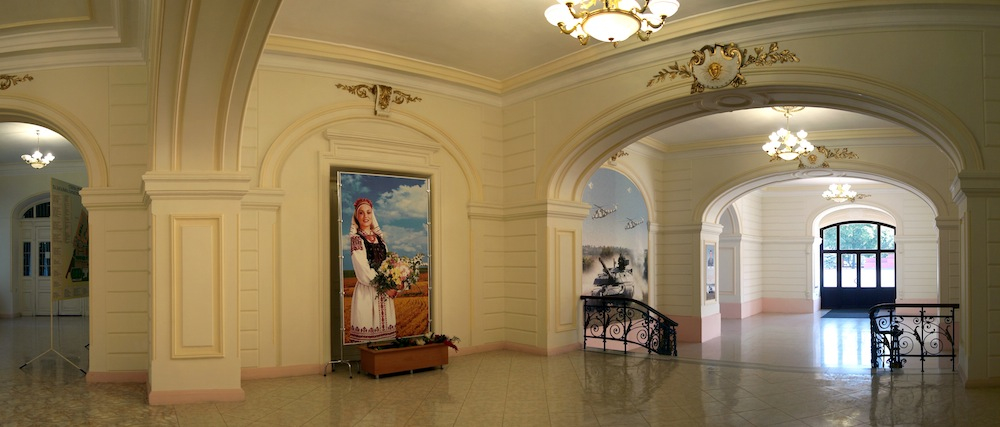
couloir et
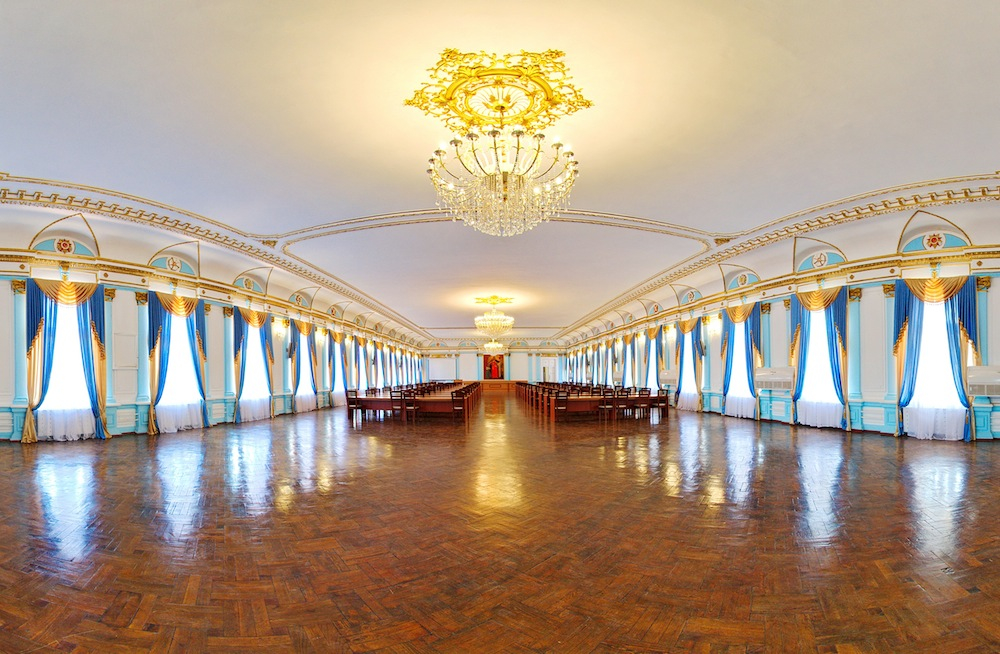
salle.

Le corps des cadets est fondé le 16 avril 1899 pour donner une éducation secondaire et militaire aux garçons se destinant à devenir officiers. Il y avait soixante-huit élèves la première année dans des locaux situés dans une caserne de la rue Kanatnaïa. Le nouveau bâtiment de l'école est solennellement inauguré le 10 mai 1901 dans le quartier de la Grande-Fontaine, entre le camp d'entraînement de la garnison d'Odessa et le nouvel hippodrome. Le grand-duc Constantin Constantinovitch de Russie (1858-1915), qui était inspecteur des établissements d'enseignement militaire, assiste à la bénédiction de la chapelle Saint-Cyrille-et-Saint-Méthode de l'école le 6 octobre 1902. Le corps des cadets sera renommé en son honneur après sa mort en 1915.
C'est le 30 mai 1906 qu'a lieu la  première promotion de sortie avec soixante-quinze élèves, dont soixante-cinq sont admis dans différentes écoles ou académies militaires supérieures de l'Empire. 429 élèves sont sortis du corps des cadets à la date du 1er août 1912.
Pendant la révolution de 1917, les cadets odessites restent fidèles à l'empereur. Ils refusent en mai 1917 de participer à une parade militaire en présence du ministre Goutchkov ce qui provoque un scandale. Les journaux de gauche d'Odessa qualifient le corps des cadets de « nid de contre-révolutionnaires » et les cadets de « petits messieurs se prenant pour des jeunes loups et des gendarmes ». Le 31 août 1917, l'école est renommée en lycée (gymnasium) militaire, comme tous les anciens corps de cadets impériaux. Fin août, le lycée est évacué à Rostov-sur-le-Don, puis à Novotcherkassk et il est dissous. Les élèves sont appelés à rentrer dans leurs familles. Une partie des cadets entre alors dans l'Armée blanche. Sur les 1196 anciens élèves de l'établissement, 446 prennent part au combat contre le bolchévisme. L'amicale des anciens élèves en émigration se trouvait à Paris. En 1955, cette amicale a édité un catalogue des anciens élèves cadets d'Odessa.
À la place de l'ancien lycée, le nouveau pouvoir bolchévique installe une prison en 1920 destinée aux contre-révolutionnaires et aux otages.

## Directeurs
- 1899-1906: major-général Milhaïl Deriouguine
- 30 juillet 1906-17 juin 1915: major-général, puis lieutenant-général Nikolaï Radkevitch
- 28 octobre 1915-12 mai 1917: major-général Pavel Kochlitch
- Ensuite le colonel Vladimir Bernatski prend en charge les cadets dans leur évacuation

## Anciens élèves
- Boris Annenkov (1889-1927)
- Konstanty Plisowski (1890-1940)
- Viktor Pokrovski (1889-1922)